# 大針徳兵衛
5代 大針 徳兵衛（德兵衞、おおばり とくべえ、1847年3月17日（弘化4年2月1日）- 1908年（明治41年）8月11日）は、明治期の実業家、政治家。衆議院議員、福井県坂井郡雄島村長。幼名・長之助。

## 経歴
越前国坂井郡安島浦（福井県坂井郡安島浦、雄島村安島、三国町安島を経て現坂井市三国町安島）で、回漕業・4代大針徳兵衛の長男として生まれた。明治のはじめに5代徳兵衛を襲名した。回漕業を営む。
里正、組合総代、敦賀県第53大区小2区戸長、第14大区23小区戸長、浦役人、学務委員、所得税調査委員などを務めた。1889年（明治22年）5月、雄島村会議員となり、1890年（明治23年）2月、雄島村長に就任し、安島道の改修に尽力した。1890年3月、福井県会議員に選出され、府県制施行による改選で1891年（明治24年）8月に再選され、1893年（明治26年）8月まで在任し、同参事会員も務めた。
坪田仁兵衛の死去に伴い、1896年（明治29年）9月に実施された第4回衆議院議員総選挙福井県第2区補欠選挙で当選し、自由党に所属して衆議院議員に1期在任した。1903年（明治36年）10月、坂井郡会議員となり、同議長も務めた。
実業界では、福井県農工銀行取締役を務め、1899年（明治32年）7月、三国商業銀行頭取に就任。日露戦争後、南樺太に移り、大泊に店舗を設けて交易事業を行ったが、1908年8月、病のため樺太庁大泊医院で死去した。